# Kolosszus (Marvel Comics)
Kolosszus, valódi nevén Pjotr Nyikolajevics Raszputyin egy kitalált szereplő, szuperhős a Marvel Comics képregényeiben. A kitalált szereplőt Len Wein és Dave Cockrum alkotta meg. Első megjelenése a Giant-Size X-Men első számában volt, 1975 májusában.
Kolosszus mutáns, az X-Men második csapatának alapító tagja. Képes testét szerves fémmé átalakítani, ami hatalmas testi erőt és közel sebezhetetlenséget kölcsönöz a számára a fizikai és mágikus támadásokkal szemben. Kolosszus húga, Varázs

## Háttere
Egy Szovjet farmon Ust-Ordynski-ben született közel a Bajkál tóhoz Szibériában. Az édesanyjával Alexandrával, édesapjával Nikolai-jal és húgával Illyana-val élt. Bátyja Mikhail orosz kozmonauta volt és egy rakéta balesetben halt meg. Pjotr emberfeletti képességei akkor mutatkoztak meg, amikor megmentette húgát egy elszabadult traktortól. Először Pjotr a kollektívában élő emberek megsegítésére használta erejét, azonban hamarosan kapcsolatba lépett vele Charles Xavier professzor, az X-Men alapítója. Xavier új csapatot toborzott, hogy megmentse az eredeti hőscsapatot, akiket fogságba ejtett Krakoa az élő sziget.

## Csatlakozás az X-Menhez
Pjotr a második X-men csapat tagja lett, akiket Xavier professzor gyűjtött össze, az első csapat megmentésére. Beleegyezett, hogy elhagyja a farmot és az Egyesült Államokba utazik a professzorral, akitől a Kolosszus nevet kapta. A küldetés végrehajtása után is az Egyesült Államokban maradt. Kolosszust mindenki békés természetűnek írta le, senkit nem tudna bántani vagy megölni és mindig mások biztonságát tartja fontosabbnak a sajátjánál. 
Pjotr sokszor gondol családjára és gyakran ír levelet haza. Nem sokkal azután, hogy csatlakozott a csapathoz, egy nő, akit Miss Locke-nak hívnak elrabolta a csapattagok szeretteit, hogy a csapattagokat arra kényszeríthesse, hogy kiszabadítsák korábbi munkaadóját Arcade-t, akit elkapott Dr. Doom egy robotja. Az elraboltak között volt Illyana Kolosszus húga is, akit a szibériai farmról rabolt el és hurcolt az Egyesült Államokba. Arcade kimosta Kolosszus agyát és így lett belőle a "Proletár" aki addig küzdött az X-Menek ellen amíg azok meg nem törték az agymosás hatását.

## Képességei
Kolosszus mutáns, aki képes teste egész szövetét és belső szerveit organikus acélszerű anyaggá változtatni, amely emberfeletti erővel és nagyfokú védettséggel ruházza fel. Ennek a „szerves fémnek” az összetétele ismeretlen, leginkább az ozmiumhoz, vagy a szénacélhoz lehetne hasonlítani. Kolosszus gondolati parancsra ölti fel páncélozott formáját, a folyamat villámgyors és egyelőre meg nem határozott ideig képes azt fenntartani. Elvileg, ha elveszíti eszméletét, azonnal visszaváltozik.
A leghosszabb idő, amit saját akaratából ebben a formában töltött 5 nap volt. Mikor a Martalócok elleni csatában súlyos sérülést szerzett és lebénult, teste szintén páncélozott formába dermedt, de pontosan nem dokumentált mennyi ideig volt kénytelen így pihenni. A gyógyulás hosszadalmas volt és lábra állása után sem volt képes már úgy uralni az alakváltását, mint annak előtte.
Páncélozott formában Kolosszus éppoly mozgékony, mint egyébként. Átváltozásának folyamata nem ismert, ahogyan az sem, honnan szerzi a páncélozott formához szükséges kiegészítő tömeget. Az átalakulás nem lehet részleges. Kolosszust, vagy teljesen beborítja a páncélja, vagy egyáltalán nem. Szemei is acélszerűvé változnak. Szemgolyóiról egy 45-ös kaliberű lövedék is lepattan.
Páncélozott formában Kolosszus rendkívüli módon ellenáll a fizikai ártalmaknak. Páncélja visszaveri a 100 milliméteres Howitzer gránátot is. Túlélne egy összeütközést egy 150 kilométer/órás sebességgel száguldó telerakott egytonnás teherautóval, vagy 200 kg TNT robbanását. Egészen alacsony, illetve magas hőmérsékletet is kibír, -234 °C-tól (ami csak 39 °C-kal van az abszolút nulla felett) egészen a 4980 °C-ig. Mindazonáltal úgy tartják, hogy e hőmérséklet felett a páncélja elkezdene olvadni.
A páncélt alkotó fém nem rozsdásodhat földi körülmények között. Kolosszus egészen kiváló egészsége lehetővé teszi, hogy két állapota közötti oda-vissza változás csak minimális stresszel terhelje a szervezetét. Eddig még nem adta jelét, hogy szüksége lenne e levegőre páncélozott formában, de a feltevések szerint vákuumban nem lenne képes hosszabb ideig életben maradni. Páncélozott formában valamivel nagyobb állóképesség és sebesség jellemzik őt.